# Walter Schirra
Walter Schirra   (Hackensack, 12 de març de 1923 - La Jolla, 3 de maig de 2007) va ser un pilot de la Marina dels Estats Units i astronauta dels programes Mercury, Gemini i Apollo. Va passar un total de 295 hores i 15 minuts a l'espai.

## Carrera a la NASA
El 1959 Schirra va ser assignat per la NASA com un dels set astronautes del grup original per al projecte Mercury, coneguts com els Mercury Seven (els 7 del Mercury). El 3 d'octubre de 1962, es va convertir en el cinquè nord-americà en òrbita terrestre, a bord de la missió Mercuri 8. El 15 de desembre de 1965 va volar de nou a l'espai en la missió Gemini 6A, de la qual era comandant, realitzant la primera maniobra d'acostament orbital (rendez-vous) entre dues naus tripulades nord-americanes, al costat del Gemini 7.
El seu últim vol espacial va ser l'Apollo 7, a l'octubre de 1968. Durant el vol els astronautes van agafar un refredat, que unit a un pèssim sentit de l'humor que els va mantenir discutint i barallant-se amb els tècnics del control de terra tot el temps, va servir perquè la NASA els separés dels futurs programes de vol.
Schirra va abandonar la NASA el 1969, convertint-se en comentarista de temes espacials per a la CBS i iniciant-se en l'empresa privada.